# Okie (album)
 (janvier 2021).
Si vous disposez d'ouvrages ou d'articles de référence ou si vous connaissez des sites web de qualité traitant du thème abordé ici, merci de compléter l'article en donnant les références utiles à sa vérifiabilité et en les liant à la section « Notes et références ».
Pour l’article homonyme, voir Okie.
Albums de J.J. Cale
Really
(1972) Troubadour
(1976)
Singles
1. Precious Memories
Sortie : 1974
2. Cajun Moon
Sortie : 1974
3. Rock and Roll Records
Sortie : 1974

Okie est le troisième album de J.J. Cale. Il est sorti en avril 1974 sur le label Shelter Records aux États-Unis et sur Mercury Records et disques Philips en Europe et a été produit par Audie Ashworth.

## Historique
Cet album a été enregistré sur la période allant du 7 mai au 5 décembre 1973 respectivement aux Bradley's Barn studio, Mt. Juliet, Columbia Studio B, Nashville, Woodland Studio B, Nashville dans le Tennessee et au domicile de J.J. Cale à Tulsa dans l'Oklahoma.
J.J. Cale vit dans l'Oklahoma - c'est un Okie - et enregistre à Nashville. Son regard se dirige vers les collines qui ont vu passer les émigrants de la grande dépression des années 1930, chantés par le conteur et modèle Woody Guthrie. De son aîné il a la voix traînante avec des inflexions sudistes. Au contact de Nashville, il a mis de la musique country dans son blues. Toujours avec ce petit côté semi-détaché, qui le rend paradoxalement si présent et vivant. L'album comporte de belles ballades, en particulier Crying, Cajun Moon, Precious memories.
Les californiens utilisaient le terme Okie pour désigner les émigrants et les habitants d'Oklahoma.
Il se classa à la 128e place du Billboard 200 aux USA.

## Reprises
Anyway the Wind Blows sera repris par Santana et les Bill Wyman's Rhythm Kings, Cajun Moon par Poco, Randy Crawford et Herbie Mann et I Got The Same Old Blues notamment  par Captain Beefheart, Eric Clapton et Lynyrd Skynyrd.

## Liste des titres
- Tous les titres sont signés par J.J. Cale sauf indications

Face 1
| No | Titre                                                          | Lieu et date d'enregistrement                | Durée |
| -- | -------------------------------------------------------------- | -------------------------------------------- | ----- |
| 1. | Crying                                                         | Bradley's Barn, Mt. Juliet, TN, 20/11/1973   | 2:36  |
| 2. | I'll Be There (If You Ever Want Me) (Rusty Gabbard, Ray Price) | Columbia Studio B, Nashville,TN, 10/05/1973  | 2:22  |
| 3. | Starbound                                                      | Columbia Studio B, Nashville,TN, 10/05/1973  | 1:57  |
| 4. | Rock and Roll Records                                          | Woodland Studio B, Nashville, TN, 07/05/1973 | 2:05  |
| 5. | The Old Man and Me                                             | Cale's House, Tulsa, OK, 05/12/1973          | 2:02  |
| 6. | Everlovin' Woman,                                              | Woodland Studio B, Nashville, TN, 10/07/1973 | 2:10  |

Face 2
| No | Titre                             | Lieu et date d'enregistrement                | Durée |
| -- | --------------------------------- | -------------------------------------------- | ----- |
| 1. | Cajun Moon                        | Bradley's Barn, Mt. Juliet, TN, 20/11/1973   | 2:17  |
| 2. | I'd Like to Love You Baby         | Woodland Studio B, Nashville, TN, 10/07/1973 | 2:49  |
| 3. | Anyway The Wind Blows             | Cale's House, Tulsa, OK, 04/10/1973          | 3:22  |
| 4. | Precious Memories (J.B.F. Wright) | Bradley's Barn, Mt. Juliet, TN, 20/11/1973   | 2:09  |
| 5. | Okie                              | Cale's House, Tulsa, OK, 02/08/1973          | 1:55  |
| 6. | I Got the Same Old Blues          | Woodland Studio B, Nashville, TN, 09/07/1973 | 2:59  |

## Musiciens
| Titres 2 et 3 10 mai 1973, Columbia Studio B, Nashville, Tennessee Basse, Tommy Cogbill Batterie, Karl Himmel Piano, Jerry Smith Guitare rythmique, Harold Bradley Guitar électrique, Grady Martin Titre 2 Gut Slide Guitare et chant, J.J. Cale Titre 3 Trompette, George Tidwell Trombone, Dennis Goode Saxophone, Billy Pruett Guitare et chant, J.J. Cale Titres 4 et 8 - 7 mai 1973 Titre 12 - 9 juillet 1973 Titre 6 - 10 juillet 1973 Woodland Studio B, Nashville, Tennessee Guitares et chant, J.J. Cale Titres 4 et 8 Basse, Tim Drummond batterie, Karl Himmel Claviers, Jerry Whitehurst Trompette, George Tidwell Trombone, Dennis Goode Saxophone, Billy Pruett Titres 12 et 6 Basse, Tommy Cogbill Batterie, Kenny Malone Piano, Pig Robbins Guitare, Mac Gayden | Titre 11 - 2 August 1973 Titre 9 - 4 October 1973 Titre 5 - 5 décembre 1973 Domicile de J.J. Cale, Tulsa, Oklahoma Basse, Joel Green Batterie, Terry Perkins Guitare, Paul Davis Guitares et chant, J.J. Cale Titre 5 Steel Guitar, Weldon Myrick Titres 1, 7 et 10 - 20 novembre 1973 Bradley's Barn, Mount Juliet, Tennessee Batterie, Kenny Malone Percussions, Farrel Morris Claviers, Beegie Cruzer Guitare, Reggie Young Guitares et chant, J.J. Cale Titre 10 Piano, Red Spivey Titres 1 & 10 Basse, Mike Leech Titre 7 Basse, Joel Green |

## Charts
Charts album
| Pays       | Durée du classement | Meilleur classement |
| ---------- | ------------------- | ------------------- |
| États-Unis | 11 semaines         | 128e                |